# Храм Святых отцов Семи Вселенских Соборов (Санкт-Петербург)
Храм Святых отцов Семи Вселенских Соборов — домовый православный храм в Санкт-Петербурге, в здании Синода.

## Из истории храма
Впервые был освящён 27 мая 1835 года (эта дата считается датой начала работы Синода на Сенатской площади). Чин освящения совершил митрополит Московский Филарет.
В советское время (и до начала 2000-х) помещение являлось частью Российского государственного исторического архива.

### Изначальное убранство
Церковь имела трехъярусный иконостас и образы с изображением небесных покровителей царей Петра I, Николая I и Александра I.
Над иконостасом был помещен образ Сошествия Святого Духа, а ниже, по сторонам от него, иконы с изображением Святых отцов — знаменитых участников Вселенских соборов.

## Современность
Реконструкция храма проводилась
на основе документов XIX века (чертежи, рисунки). Старинные росписи, закрашенные в советское время, освободили из-под позднейших наслоений. В апреле 2009 года на храмовом куполе установили крест, идентичный кресту над домовой Александро-Невской церковью в соседнем здании Сената.

   
27 мая 2009 года, в присутствии управляющего делами Президента России Владимира Кожина и председателя Конституционного суда Российской Федерации Валерия Зорькина, Патриарх Московский и всея Руси Кирилл совершил повторное освящение восстановленного храма. По окончании богослужения, Патриарх произнёс: 
Совершив историческое освящение храма в здании Святейшего Правительствующего Синода, лицезрея эту возрожденную из небытия, возвращенную к жизни красоту, возблагодарим Господа за великие и дивные дела Его, которые совершаются руками конкретных людей и по воле конкретных людей.
Предстоятель Русской православной церкви поблагодарил руководство Управления делами Президента Российской Федерации, художников, реставраторов за помощь по восстановлению храма.